# موموتارو

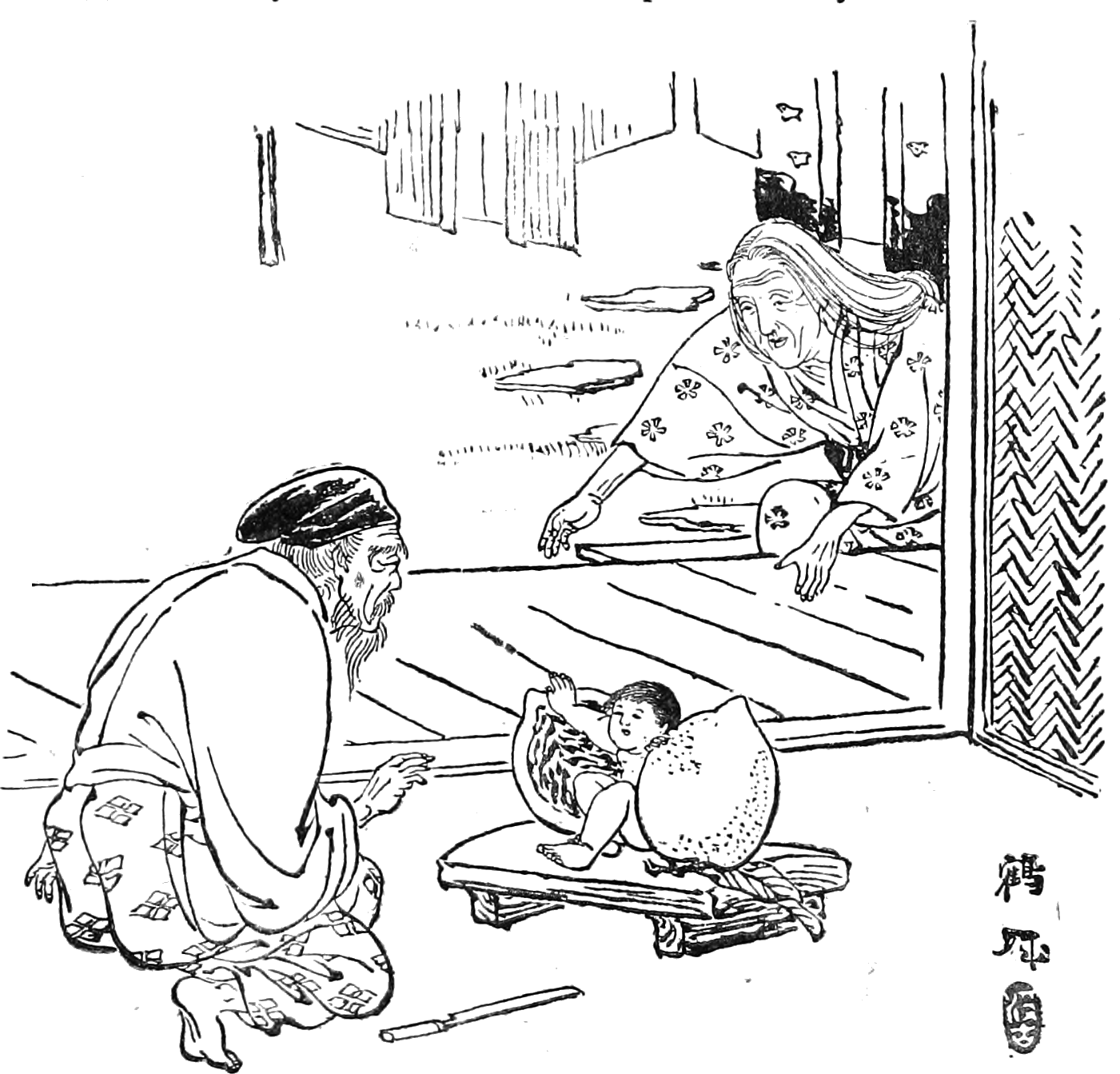
موموتارو در حال خارج شدن از هلو

موموتارو (به ژاپنی: 桃太郎 Momotarou) به معنی «پسر هلو»، قهرمان عامی و پهلوانی نامدار در فولکلور ژاپنی است که از استان اوکایاما، ژاپن نشئت گرفته است. داستان موموتارو یکی از محبوب‌ترین افسانه‌های ژاپنی به‌شمار می‌رود و نامش در عنوان کتاب‌ها، فیلم‌ها، و آثار مختلف دیگری دیده می‌شود که داستان این قهرمان را به تصویر می‌کشند.

## داستان
در زمان‌های گذشته، یک زوج پیر در روستایی زندگی می‌کردند. آن‌ها بسیار تنها بودند، چون هیچ فرزندی نداشتند. در یکی از روزها پیرمرد رهسپار کوهستان شد تا برای آتش هیزم جمع‌آوری کند، و همسرش به کنار رودخانه برای شست‌وشوی لباس رفت. در حالی که مشغول شست‌وشو بود، با دیدن شیء بزرگی که در مسیر رودخانه در حال غلتیدن بود، بسیار شگفت‌زده شد. پیرزن، با دیدن این شیء، بسیار خوشحال شد و آن را توسط قطعه چوبی خیزران، که در کنارش بود، بیرون کشید. وقتی آن را بیشتر نگاه کرد، متوجه شد آن شیء یک هلوی بسیار بزرگ است و بزرگ‌ترین هلویی بود که تاکنون دیده بود. او سپس به‌سرعت کار شست‌وشوی خود را به اتمام رساند و به سمت خانه حرکت کرد تا هلو را برای مصرف به همسرش بدهد.
در بعدازظهر همان روز، هنگامی که پیرمرد به خانه بازگشت و بسیار احساس گرسنگی می‌کرد، به همسرش گفت: بیا هلو را تقسیم کنیم و مشغول خوردن آن شویم. پیرزن هلو را به دو نیم تقسیم کرد و به‌جای هستهٔ بزرگش کودکی زیبا از آن خارج شد. این زوج پیر، که بسیار خشنود شده بودند، آن کودک را به‌عنوان پسرشان قبول کردند و از آنجایی که او زادهٔ هلو بود نامش را موموتارو یا «پسر هلو» نهادند. با گذشت زمان، موموتارو بزرگ و بزرگ‌تر شد و به جوانی نیرومند تبدیل گشت. سال‌ها بعد، او والدین خود را ترک کرد تا برای نبرد با موجوداتی شیطانی به نام اُنی (اونی)، به جزیره‌ای دورافتاده برود. پیرمرد به او شمشیر و زره داد و پیرزن نیز برای ناهارش غذا (دامپینگ) درست کرد. آنگاه موموتارو راهی سفر شد. او، در طی مسیر با یک سگ، یک میمون، و یک قرقاول برخورد کرد که قبول کردند به او کمک کنند.